# Барден, Бернар
Бернар Жак Барден (фр. Bernard Jacques Bardin; 2 августа 1934, Cervon — 2 февраля 2023, Невер) — французский политический деятель, депутат парламента (1981—1993).
Родился в Сервоне (Ньевр). После войны переехал с родителями в соседний город Кламси.
После окончания колледжа Кламси (1951—1954) преподавал математику в школе Трюси л’Оргёйё (Trucy l’Orgueilleux).
В 1955—1957 годах служил в армии, участвовал в боевых действиях в Алжире и Марокко, уволен в запас в звании капитана. В 1958—1961 годах работал учителем в Кламси. С 1961 по 1981 год профессор математики и физических наук сначала в Колледже общего образования (Collège d’Enseignement Général), затем в Колледже Белой Фермы (Collège de la Ferme Blanche) в Кламси.
Также работал помощником у Франсуа Миттерана — депутата парламента от департамента Ньевр.
С 1971 года муниципальный советник, с 1972 года помощник мэра Кламси.
В 1976—2001 годах генеральный советник кантона Кламси. В 1977 году избран мэром Кламси и оставался в должности градоначальника до 2008 года.
В 1986 году назначен президентом Генерального совета Ньевра и занимал этот пост до 2001 года.
С 14 июня 1981 по 1 апреля 1993 года депутат Французского парламента от Ньевра (Социалистическая партия).